# Герб Бауского края
Герб Ба́уского края — официальный символ Бауского края, одного из краёв Латвии. Утверждён 25 марта 2010 года.

## Описание и символика
В лазурном поле серебряное стропило, в правом верхнем углу золотой лев.
Голубой цвет герба и серебряное стропило символизируют реки, протекающие по территории края, золотой лев является символом Бауски — административного центра края. Также лев символизирует богатство и процветание.

## История
Концепция герба повторяет герб Бауского уезда. Этот герб утверждён президентским декретом 30 июня 1936 года и переутверждён для Бауского района в 2002 году. Художник — Ю.Иванов. Описание: «В голубом поле серебряное стропило, в правом верхнем углу герб города Бауска (в красном поле золотой лев, имеющий на груди красный щиток с серебряным поясом в пропорциях цветов национального флага)». 
В 1949 году уезд был преобразован в Бауский район, и герб использоваться перестал. Бауский край был образован 1 июля 2009 года, в конце года был объявлен конкурс на герб уезда, на последнем этапе которого осталось два варианта — с синим (аналогичный предвоенному) и зелёным полем. Конкурс выиграл первый вариант. 25 марта 2010 года герб края, но без красного щитка, был утверждён Государственной геральдической комиссией. 